# Rami Yacoub
Rami Yacoub (Estocolmo, 17 de enero de 1975) es un compositor y productor musical sueco de ascendencia palestina, miembro de las discográficas Cheiron Studios y Maratone. Junto con Max Martin y otros productores y escritores, incluyendo a Dr. Luke y Andreas Carlsson, ha trabajado con figuras como los Backstreet Boys, Westlife, P!nk, Britney Spears, One Direction, Nicki Minaj, Bon Jovi y 'N Sync. Lady Gaga, Ariana Grande, Demi Lovato, Selena Gomez, Britney Spears, Nick Carter, Lutricia McNeal, Madonna, Charli XCX, Bon Jovi, Backstreet Boys, One Direction, Arashi, The Saturdays, Celine Dion, Enrique Iglesias, Tiësto, Avicii, NSYNC, 5 Seconds of Summer, The Veronicas, Lindsay Lohan, Shane Ward, Westlife, Weezer, Måneskin, Foster the People y Loreen.